# Albert Jepsen Ravensberg
Albert Jepsen Ravensberg, död 1532, var danskt riksråd och son till riddaren Jep Jensen Ravensberg till Kyndby på Själland och dennes hustru Elne.
År 1502 omtalas han som riddare och han innehade då Falsterbo slott, en förläning som han behöll till sin död. Genom giftermål med Sophie Podebusk kom han in i de mäktigaste danska adelsfamiljerna. I samband med Kristian II:s trontillträdelse fick Ravensberg en alltmer betydande ställning. Han förlänades bland annat med det viktiga Krogens slott i Helsingör där en stor del av Öresundstullen administrerades. 
Ravensberg deltog 1514 i den stora delegation som Kristian II utsände för att få till stånd ett giftermål med kejsar Maximilians dotter Elisabet. I samband med hennes ankomst till Köpenhamn och hennes äktenskap blev han hennes hovmästare. Sitt riddarideal höll han högt. När därför Kristian II och Elisabeth tvingades gå i landsflykt 1523 vägrade han att överlämna Malmöhus till den nye kungen Fredrik I eftersom han ansåg att slottet var Elisabets personliga egendom. Först efter Elisabets död 1525 skedde överlämnandet. Åren 1522–1526 var han länsherre för Lindholms län.
År 1529 förlänades Albert Jepsen Ravensberg med Malmöhus efter att under fyra år gjort stora nybyggen på slottet, bland annat uppfördes den nuvarande huvudbyggnaden. 